# Olga Lepeshinskaya
Olga Lepeshinskaya (em russo:  Ольга Васильевна Лепешинская; Kiev, 28 de setembro de 1916 – Moscou, 20 de dezembro de 2008) foi uma bailarina soviética, nomeada Artista do Povo da URSS em 1951.

## Biografia
Lepeshinskaya nasceu em Kiev, na época parte do Império Russo, em 1916. Nascida no seio de uma antiga família nobre polonesa, seu avô, Vasily Pavlovich Lepeshinsky, era membro de uma organização revolucionária, Narodnaia volia. Seu pai era engenheiro de ferrovias, sendo um dos construtores da Ferrovia Trans-Manchuriana.
Desde pequena, Lepeshinskaya mostrava interesse na dança e em 1925 ela ingressou na Academia Estatal de Coreografia de Moscou. Sua estreia nos palcos do Teatro Bolshoi aos 10 anos como uma das bailarinas do espetáculo The Daughter of the Snows. Em 1932, ela dançou em O Quebra-Nozes.
Lepeshinskaya se formou na academia e ingressou no Teatro Bolshoi. Seu primeiro espetáculo oficial para o Bolshoi foi como Rosina em Il barbiere di Siviglia. Em 1935, ela pegou o papel principal em The Three Fat Men, de Yury Olesha. O balé foi extremamente popular na época e Lepeshinskaya, aos 18 anos, tornou-se bastante famosa.
Desde os 17 anos, ela participou de consertos privativos no Kremlin. Era muito amiga da política Polina Zhemchuzhina, esposa do ministro Vyacheslav Molotov, que foi presa em um gulag, o que chocou Lepeshinskaya. Lepeshinskaya era a bailarina favorita de Joseph Stalin e houve rumores de que teria sido sua amante. Em 1943, ela se tornou membro do Partido Comunista da União Soviética.
Em fevereiro de 1940, pelo Balé de Kirov, em Leningrado, ela atuou pela primeira no balé de Don Quixote, um grande sucesso na época. Em 1941, quando o Prêmio Estatal da URSS foi instituído, Lepeshinskaya foi uma das primeiras laureadas por sua performance de Don Quixote. Lepesinskaya  recebeu quatro Prêmios Estatais da URSS na carreira.
Com a eclosão da Segunda Guerra Mundial (ou Grande Guerra Patriótica, na Rússia), Lepeshinskaya foi membro da "brigada do fronte" do Teatro Bolshoi. A brigada se apresentava nas linhas de frente, principalmente em hospitais, em Moscou e em Saratov, para onde o balé foi evacuado. Lepeshinskaya foi membro da brigada até o fim dos conflitos e suas apresentações foram gravadas para o filme Kontsert - Frontu (Concerto do Front). Em 1942, o Comitê Antifascista da Juventude Soviética foi organizado. Lepeshinskaya foi sua vice-presidente.
Em 1943, ela estreou no Teatro Bolshoi, Scarlet Sails. No Dia da Vitória, ela se apresentou com o Bolshoi para as tropas soviéticas estacionadas em Varsóvia. No dia seguinte, ela recebeu um convite para estrear a produção de Cinderela. Sua apresentação em 21 de novembro de 1945 foi a primeira apresentação do Bolshoi do pós-guerra e por ela ganhou seu segundo Prêmio Estatal. O terceiro prêmio veio em 1951, junto de Galina Ulanova.

## Vida pessoal

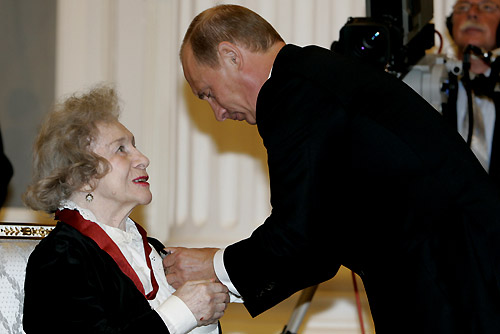
Vladimir Putin premia Olga Lepeshinskaya em 6 de outubro de 2006

Lepeshinskaya se casou com o oficial da inteligência soviética (Stasi) Leonid Raikhman, que foi preso em 19 de outubro de 1951, sob alegações de que teria participado da criação de um "plano sionista dentro da Stasi". Segundo Lepeshinskaya, foram seus apelos a Stalin que salvaram a vida de seu marido.
Em março de 1953, após a morte de Stalin, Raikhman foi libertado, reabilitado e indicado como chefe da comissão de controle do Ministério dos Assuntos Internos. Em agosto de 1953, ele foi preso novamente por suas próprias invenções de casos criminais, torturas de presos e outras violações da "Lei Socialista". Ele foi sentenciado a cinco anos de prisão, em agosto de 1956, sendo anistiado em novembro do mesmo ano. Depois disso, ele largou a política e se dedicou à astronomia.
Separada de Raikhman, em 1956, ela se casou com o general Alexei Antónov. Em 1962 ele faleceu e o choque foi tanto que Lepeshinskaya ficou cega temporariamente. Quando sua visão retornou, depois de um ano de tratamento, ela se viu dispensada do Bolshoi, tanto da escola quanto do teatro. Felizmente, ela encontrou um lugar no Komische Oper Berlin, onde trabalhou por dez anos como bailarina chefe.
Lepeshinskaya trabalhou em várias companhias de balé. Por 30 anos foi presidente do comitê de competições de balé em Moscou. Foi presidente da Associação de Coreografia da Rússia e e foi o presidente dos exames de admissão de coreografia na Academia Estatal de Coreografia de Moscou por 50 anos.

## Morte
Lepeshinskaya morreu em 20 de dezembro de 2008, em Moscou, aos 92 anos, devido a um infarto.